# ホアキン・セバージョス
ホアキン・セバージョス・マチャド（Joaquín Zeballos Machado, 1996年11月13日 - ）は、ウルグアイ・ロチャ県ロチャ出身のサッカー選手。モンテビデオ・シティ・トルケ所属。ポジションはFW。

## クラブ経歴
2013年にデポルティーボ・マルドナドのトップチームに昇格。2014-15シーズンにセグンダ・ディビシオン・プロフェシオナル (2部リーグ)で7ゴールを記録。2016年シーズンはウラカンFCでプレーし、2018年にCAフベントゥ・デ・ラス・ピエドラスに移籍。同年シーズンは2部リーグで11ゴールを決め、カンペオナート・ウルグアージョ昇格に貢献。初のトップリーグとなった2019年シーズンは、自己最多の19ゴールを決めた。
2020年3月6日、ジローナFCと2021年6月までの契約を締結。10月5日にはFCバルセロナBへのローン移籍が発表された。
2021年8月27日、モンテビデオ・シティ・トルケに移籍した。